# إنجيبورغ شفنزر
إنجيبورغ شفنزر (بالألمانية: Ingeborg Schwenzer)‏ (*25 أكتوبر 1951 في شتوتغارت)، فقيهة ألمانية وأستاذة القانون الخاص والمقارن في جامعة بازل، سويسرا.

## السيرة الذاتية
إنجيبورغ شفنزر درست القانون في جامعة فرايبورغ i. Br.. وجامعة جنيف من 1970- 1975 وعملت كطالبة مساعدة في معهد القانون الإداري بجامعة فرايبورغ i. Br من 1973-1975.
في عام 1975، اجتازت شفنزر امتحان الدولة الأول في القانون (بالألمانية: Erste juristische Staatsprüfung)‏ من جامعة فرايبورغ وكانت في المرتبة الثالثة من بين 209 اشخاص.
في عامى 1975 و1976، درست شفنزر في جامعة بيركلي، كاليفورنيا. في نهاية دراستها منحت درجة الماجستير في القانون مع مرتبة الشرف العليا.
من عام 1977 إلى 1981، عملت شفنزر كمساعد وباحثة لبيتر شليشتريم في معهد القانون الدولي الخاص والمقارن بجامعة فرايبورغ وفي عام 1978 حصلت على درجة Dr. iur. utr. عن رسالة الدكتوراة بعنوا Die Freizeichnung des Verkäufers von der Sachmängelhaftung im amerikanischen und deutschen Recht(حد مسؤولية البائع عن السلع المعيبة بموجب القانون الأميركي والألماني)، ولهذه الرسالة منحت جائزة Herrnstadt لأفضل رسالة دكتوراة في عام 1978.
من عام 1978 إلى 1980، قامت شفنزر بتدريبها القانوني العملي في فرايبورغ i. Br.. في عام 1980، كما أنها قد اجتازت ال Zweite juristische Staatsprüfung (امتحان الدولة الثاني في القانون) وكانت في المرتبة الأولى من بين 334 اشخاص.
من عام 1980 إلى 1987، كانت شفنزر محاضرة للقانون الخاص والتجاري في Verwaltungs- und Wirtschaftsakademie (أكاديمية الإدارة والتجارة) في فرايبورغ i. Br.
في عام 1986، عينت شفنزر كمحاضراً في جامعة فيليبس بماربورغ.
في عام 1987، شفنزر Habilitationsschrift بعنوان Vom Status zur Realbeziehung – Familienrecht im Wandel (من اللقب إلى العلاقة الفعلية—قانون الأسرة في التمويه) قد قبل من جامعة فرايبورغ. كما أنها قد حصلت على ال venia legendiفى القانون الخاص والقانون التجاري والقانون الدولي الخاص والقانون المقارن. ثم كانت أستاذاً بديلاً في مواد القانون التجاري والخاص والعمل بجامعة كونستانس. وفي وقت لاحق من ذلك العام، عرض عليها وظيفة أستاذ القانون الخاص بجامعة كولون ووظيفة أستاذ القانون الخاص والقانون الدولي الخاص والقانون المقارن بجامعة ماينتس، فقبلت الوظيفة الأخيرة وعينت كأستاذة في جامعة ماينتس في ديسمبر 1987.
في عام 1989، قبلت شفنزر أستاذية لكرسي باسمها في القانون الخاص في جامعة بازل. وقد عرض عليها في وقت لاحق مناصب كأستاذ القانون الخاص الألماني والأوروبي من جامعة كييل (1991) وكأستاذ القانون الخاص من جامعة هومبولت في برلين (1995)، وقد رفضت كلتيهما.
منذ عام 2010، تعمل شفنزر كأستاذ مساعد بجامعة مدينة هونغ كونغ.
على مر السنين، أصبحت شفنزر أستاذة زائرة في مختلف المؤسسات : 1994—2002 في Europainstitut، ببازل سويسرا، وفي عام 2008 بجامعة Paris Val-de-Marne، فرنسا،، وفي عام 2009 في جامعة فيكتوريا بويلينغتون، نيوزيلندا، وفي عام 2010 في جامعة لويولا بشيكاغو، الولايات المتحدة الأمريكية، وفي عام 2011 في جامعة Buea، بالكاميرون، وأيضاً في عام 2011 في Üniversitesi بيلجي إسطنبول، بتركيا.

## مجالات الأبحاث والتخصص
ركزت شفنزر في أبحاثها في المقام الأول على قانون الالتزامات، والقانون التجاري وقانون الأسرة. بالإضافة إلى ذلك، أصبح لديها اهتمام كبير بمجال التحكيم، وعلى وجه الخصوص في فن التعليم الجامعي.

### Global Sales Law
مشروع ال Global Sales Lawهو مشروع القانون المقارن في مجال قانون المبيعات وقانون العقود.

#### المبيعات العالمية وقانون العقود
محور المشروع هو handbook Global Sales and Contract Law (GSCL) ،الذي قامت بتأليفه مع باسكال هاشم وكريستوفر كي. هذا الكتاب يقارن قوانين المبيعات والعقود في أكثر من 60 دولة، والشيء المميز حول ذلك الكتاب هو نهج البحوث بقدر ما يستند تماماً على أسلوب المقارنة الفنية وليس على أساس تقارير كل دولة بذاتها. استند المؤلفون عملهم على رسائل الدكتوراة لمحمد حافظ (الدول العربية والشرق الأوسط)، ناتيا لابياشفيبى(أوروبا الشرقية وآسيا الوسطى)، ادجاردو مونيوز (أمريكا اللاتينية) وجان ألان بندا ماتيبه (وسط وجنوب أفريقيا)، وصوفيا جوان يانج (جنوب شرق آسيا). وكان كل من هذه الرسائل عمل قانوني مقارن على عائلة واحدة من النظم القانونية وقد أشرفت عليهم جميعاً.

#### التعليق على اتفاقية البيع الدولي للبضائع
تراجع شفنزر على التعليق الرائد حول اتفاقية الأمم المتحدة بشأن عقود البيع الدولي للبضائع (CISG). وقد نشر هذا التعليق باللغة الألمانية (الطبعة 5، 2007) وباللغة الإنجليزية (الطبعة 3، 2009) وباللغة الإسبانية (الطبعة 1، 2011) ويجري حاليا ترجمتها إلى اللغة الصينية (مندرين).

#### CISG-online.ch
تدير شفنزر قاعدة البيانات الوحيدة الشاملة في البلدان الناطقة باللغة الألمانية التي تحتوي على جميع السوابق القضائية ذات الصلة في بأتفاقية البيع الدولي للبضائع. تأسست قاعدة البيانات في عام 1995 من قبل بيتر شليشتريم في جامعة فرايبورغ i. Br.. ومنذ عام ،2002 يدار
من كرسي شفنزر في جامعة بازل.

#### Willem C. Vis International Commercial Arbitration Moot
شاركت شفنزر كمحكم منذ أول Willem C. Vis Moot في عام 1994 التي تقام في فيينا كل عام والتي تعد أكبر منافسة دولية في العالم بشأن التحكيم. منذ عام 2004 وهي تعمل أيضا كمحكم في Willem C. Vis East Moot التي تقام في هونغ كونغ. بالإضافة إلى ذلك، فقد قامت بتدريب فريق جامعة بازل المنافس منذ عام 1995.

### نموذج قانون الأسرة
في عام 2006، وضعت شفنزر تدويناً نموذجى لقانون الأسرة ويسمى قانون الأسرة النموذجي مع مارييل ديمسى. قد تم عمل مقارنة شاملة لقانون الأسرة في أوروبا، الأنجلوأمريكي، والاختصاصات الاوقيانوسية خدموا جميعاً كأساس لهذا القانون النموذجي. الشئ المميز في قانون الأسرة النموذجي والذي يقابله التغييرات الصغيرة المستمرة التي تجرى في قوانين الأسرة المحلية تتمثل في كونه تدوين شامل متناسق. وعلاوة على ذلك، فإن قانون الأسرة النموذجي يسمح للتنفيذ المرن للقيم الثقافية في جوهرها من أجل استيعاب واقع كل من قوانين الأسرة.

## المطبوعات والمراجعات
وفقاً لقائمة مطبوعات شفنزر بجامعة بازل (اعتباراً من أكتوبر 2011)، نشرت شفنزر 14 مؤلفاً و48 مشاركة في المصنفات المجمعة و73 مقالة صحفية و21 مشاركة في تعليقات ومقالة صحيفة واحدة، و17 ملاحظات أكاديمية ومناقدات ل28 كتاب و5 تأليفات متنوعة. بالإضافة إلى ذلك، قامت بتحرير 19 مؤلف ألا وهم:
- mit Pascal Hachem und Christopher Kee: Global Sales and Contract Law, Oxford: Oxford University Press 2011 (متوقع)، (ردمك 978-0-19-957298-4)
- Allgemeine Einleitung, Artt. 125 - 132 ZGB, in: Schwenzer (Hrsg.), Familienrechtskommentar Scheidung, 2. Aufl., Bern 2011, (ردمك 978-3-7272-2882-7)
- Hrsg., Familienrechtskommentar Scheidung (2 Bände), 2. Aufl., Bern: Stämpfli Verlag AG 2011, (ردمك 978-3-7272-2882-7)
- editor, with Edgardo Muñoz, Schlechtriem & Schwenzer: Comentario sobre la convencion de las Naciones Unidas sobre los contratos de compraventa internacional de mercaderias, Cizur Menor (Navarra): Editorial Aranzadi SA 2011, (ردمك 978-84-9903-761-5)
- Familie und Recht, Bern: Stämpfli Verlag AG 2010, (ردمك 978-3-7272-8726-8)
- editor, Schlechtriem & Schwenzer, Commentary on the UN Convention on the International Sale of Goods (CISG), 3rd edition, Oxford: Oxford University Press 2010, (ردمك 978-0-19-956897-0)
- Schweizerisches Obligationenrecht, Allgemeiner Teil, 5th edition, Bern: Stämpfli Verlag AG 2009, (ردمك 978-3-7272-0938-3)
- Arts. 35 - 44, 74 - 77, 79 - 80 CISG, in: Schwenzer (editor), Schlechtriem/Schwenzer, Kommentar zum Einheitlichen UN-Kaufrecht - CISG, 5th edition, München 2008, (ردمك 978-3-406-57549-5)
- editor, Schlechtriem/Schwenzer, Kommentar zum Einheitlichen UN-Kaufrecht - CISG, 5th edition, München/Basel: Verlag C.H. Beck/Helbing & Lichtenhahn Verlag 2008, (ردمك 978-3-406-57549-5)
- editor, with Christiana Fountoulakis, International Sales Law, London/New York: Routledge 2007, (ردمك 978-0-415-41963-5)
- Model Family Code, Antwerp/Oxford: Intersentia 2006, (ردمك 978-90-5095-590-4)
- Restitution of Benefits in Family Relationships, International Encyclopedia of Comparative Law, Vol. X: Restitution - Unjust Enrichment and Negotiorum Gestio, Chapter 12, Tübingen/Dordrecht/Boston/Lancaster: Martinus Nijhoff Publisher 1997, (ردمك 978-90-04-16309-6)
- Vom Status zur Realbeziehung – Familienrecht im Wandel, Baden-Baden: Nomos Verlag 1987, ISBN 3-7890-1492-3
- Die Freizeichnung des Verkäufers von der Sachmängelhaftung im amerikanischen und deutschen Recht (Arbeiten zur Rechtsvergleichung, Band 95), Frankfurt a.M. 1979, ISBN 3-7875-0195-9

## العضويات والمراكز
- مستشارة في وزارة العدل السويسرية في قانون الأسرة منذ 2011
- عضوة في معهد القانون الأوروبي منذ عام 2010
- عضوة معتادة بأكاديمية برلين براندنبورج للعلوم والعلوم الإنسانية منذ عام 2008
- نائبة رئيس مجلس إدارة جمعية الفقهاء الألمان منذ عام 2004
- عضوة مجلس إدارة مركز علوم الأسرة ببازل في سويسرا منذ عام 2003
- عضوة بالمجلس الاستشاري لاتفاقية البيع الدولي للبضائع منذ عام 2003
- عضوة بفريق الخبراء التابع للجنة قانون الأسرة الأوروبية منذ عام 2001
- عضوة مجلس إدارة رابطة أساتذة القانون الخاص (Zivilrechtslehrervereinigung) 1999 – 2005

## الجوائز
جائزة الإنجاز الوظيفي من الجمعية العربية للقانون التجاري والبحري في 2011